# Верхліс
Верхліс (біл. вёска Верхлес) — село у складі Червенського району Мінської області, Білорусь. Село підпорядковане Смиловичівській селищній раді, розташоване у центральній частині області.